# عايدة (اسم)
عايدة هو اسم علم مؤنث عربي الأصل، وهو تخفيف اسم عائدة في العربية الفصحى. اسم عائدة يَعني المعروف، والصلة التي يُعاد بها على الإنسان بالعطف والمنفعة، وجميع معاني كلمة عائد.
بعيدًا عن أصله، فإنَّ اسم عايدة في الإيطالية يعني «السعادة»، أما في اليابانية فيعني «المطر عبر الحقول».

## الشخصيات
- عايدة الأيوبي
- عايدة الحاج علي
- عائدة إيمانقولوييفا
- عايدة الكاشف
- آييدا نيكولايتشوك
- عايدة توما سليمان